# Shu Han
Shu Han (蜀漢 [ʂù xân] ( ascultă); 221–263), sau Han (漢) sau Ji Han (季漢 ), fiind adesea prescurtat Shu, a fost un stat dinastic al Chinei și unul dintre cele trei state majore, care au concurat pentru supremație în perioada celor Trei Regate (220–280), având capitala la Chengdu. Fondatorul regatului Shu Han a fost Liu Bei (n. 161 - d. 10 iunie 223). Cunoscut și sub numele de curtoazie Xuande, sau Liu Xuande, el provenea din dinastia Han. Succesorul său a fost Liu Shan⁠(d) (223–263), al doilea și ultimul monarh al regatului Shu Han. 
Denumirea „Shu” provine de la Regatul antic Shu⁠(d), care ocupa aproximativ același teritoriu ca regatul Shu Han. Statul se întindea în zona din jurul actualelor regiuni și orașe numite Hanzhong, Sichuan, Chongqing, Yunnan, Guizhou și nordul Guangxi. Teritoriul său central a coincis, de asemenea, cu Regatul Han al lui Liu Bang, precursorul dinastiei Han.
Fondatorul lui Shu Han, Liu Bei (împăratul Zhaolie), și-a numit dinastia „Han”, deoarece el îl considera un stat-rămășiță al dinastiei Han și, prin urmare, succesorul legitim al tronului Han, în timp ce prefixul „Shu” a fost folosit pentru prima dată de către statul rival Cao Wei pentru a diminua pretențiile de legitimare ale statului Shu Han. Mai târziu, când a scris Cronicile celor trei regate, istoricul Chen Shou, a folosit tot prefixul „Shu” pentru a descrie statul Han al lui Liu Bei ca un prefix istoriografic pentru a-l diferenția de multe alte state numite oficial „Han” în întreaga istorie chineză.